# Клермон Десу
Клермон Десу (фр. Clermont-Dessous) насеље је и општина у југозападној Француској у региону Аквитанија, у департману Лот и Гарона која припада префектури Ажан.
По подацима из 2011. године у општини је живело 802 становника, а густина насељености је износила 53,18 становника/km². Општина се простире на површини од 15,08 km². Налази се на средњој надморској висини од 135 метара (максималној 190 m, а минималној 30 m).

## Демографија
| 1962. | 1968. | 1975. | 1982. | 1990. | 1999. | 2011. |
| ----- | ----- | ----- | ----- | ----- | ----- | ----- |
| 622   | 635   | 559   | 594   | 643   | 724   | 802   |

График промене броја становника у току последњих година